# 控除率
控除率（こうじょりつ）
1. 税制における控除（率）とは、税金などで、ある一定の条件を満たすことで本来の勘定に入れなくてよい値（割合）。
2. 賭博（ギャンブル）における控除率とは、ある賭けに対してどれだけの手数料をとられるかを示す割合：ここで記述する。

ギャンブルにおける控除率とは、ある賭けに対してどれだけの手数料をとられるかを示す割合。ハウスエッジとも呼ぶ。似た言葉に寺銭（てらせん）があり、これは割合だけでなく一定の手数料、参加料も示す。
控除率に対して、ある賭けに対していくら払い戻されるかの割合を還元率（かんげんりつ）と呼ぶことがある。

## 概要
控除率が高いことは、それだけ胴元に手数料を取られ損することを示し、低いことは、参加者にとって相対的に有利であることを示す。それでも0%より大きければ、長期的なプレイにおいて勝つことは難しい。
控除率は、稀にマイナスになることもある。これは、プレイすればするほど儲かるという一見おかしな状況であるが、いくつかの条件を満たせば起こりうる。
- 顧客を集める宣伝手段もしくはサービスとして。小額のスロットマシンや、日本ではパチンコ店の集客イベントにおいて行われることが多い。
- 特に複雑な技量がいるため、期待値通りにプレイすることに熟練が必要なもの。ブラックジャック、いくつかのビデオポーカーの機種などが挙げられる。
- 理論上は得られるものの、当選確率が非常に低いもの。具体的には、ラスベガス（正確にはアメリカ合衆国ネバダ州の他エリアにあるカジノを含む）に設置されたスロットマシン「MEGABUCKS」がある。このマシンは、多くのカジノに渡って徐々にジャックポット金額を積み立てるシステム（プログレッシブジャックポット）を採っており、長期にわたって獲得者がでなかったある一時期に、期待値が100%を超える。
- ブックメーカー方式で配当を算定するもの、例えばスポーツブックなど。

## 控除率の算出
ヨーロピアンスタイルのルーレットの1目賭けを例にあげる。このゲームは、1〜36,0の37通りのうちランダムに選ばれる一つの数を当てるゲームであり、当たれば36倍（35倍+掛け金）になって戻ってくる。
つまりこのゲームは、一回の賭けに対して97.3%（=36/37）の期待値を持つ。期待値を1から引いたもの、2.7%（=1/37）が控除率である。ここでこの期待値をプレイ効率と呼ぶこともある。

## 控除率の実際
以下に主なカジノ、ゲーム、公営競技などにおける控除率を挙げる。プレイの方法や技量が影響するゲームにおいては、最大の期待値を得られうるベットを行い、失敗の無い完全なプレーを行うことを前提とする。
- 宝くじ - 55%
- スポーツ振興くじ（toto） - 50%
- キノ - 25〜30%

ビンゴに似た数字を当てるゲームの一つ。
- 日本の公営競技（競馬、競輪、ボートレース、オートレース） - 単勝で20〜30%前後

原則として日本中央競馬会・地方競馬が賭式により20〜30%、オートレースが30%、競輪・競艇が25%。ただしJRAプレミアムのように、特定のレースのみ控除率を下げる場合もある。なお中央競馬では、1950年12月まで38%という高率の時代があった。
- パチンコ、パチスロ - 平均10〜15%

控除率が換金率との兼ね合いでハウス側の意図で変動させられる他（景品交換率の設定に加え、短期的には釘調整や設定変更による調整が可能）、プレイヤーの技術介入による控除率の変動が大きいことが特徴。新規開店などで客寄せのため、または致命的な攻略法発覚により、100 - 200割（-1000〜-2000%）などといった破格の営業がなされる場合もある一方で、ほとんど還元しない営業も可能である。大阪商業大学学長の谷岡一郎は、業界の営業全体における平均的な控除率を10〜15%と分析している。
- 丁半 - 5% (俗に五分デラなどとよばれた）
- スロットマシン - 3〜15%

様々。ここでは一般的と思われる値を挙げた。
- アメリカンスタイルルーレット - 5.2%

ヨーロピアンスタイルと違い、1〜36,0,00というレイアウトを持つ。
- ヨーロピアンルーレット - 2.7%

前述のアメリカンルーレットと違い、00が存在せず0のみが存在するため、ハウスエッジは約半分となる。
- カリビアンスタッドポーカー - 5%

ディーラーと対決するスタイルのポーカーの一変種。
- バカラ - 1〜14%前後

「カジノゲームの王様」とよばれるカードゲーム。おいちょカブと似たゲーム。ハウスエッジと呼ばれる場代が任意に決定されるため、カジノおよびレートによって異なる。
- クラップス - 0〜16.6%程度

賭ける場所によって大幅に異なる。
- ビデオポーカー - 0%〜

台の種類、配当金の設定による。Jack or Better 9/7は期待値100%超（つまり控除率マイナス）で好評を博した。
- ブラックジャック - -1〜3%

ルールによって1〜3%程度の変動がある。一般的なルールをベーシックストラテジでプレイすると1%程度。カウンティングを行えばさらに1 - 2%程度下降させうる。
- 賭け麻雀 - 5〜200%

収支がゲーム終了までわからないため控除率の計算が非常に難しいが、レートに関わらずゲーム代（控除額）はほとんど変動しないため、一般的にレートが上がるほど控除率は低く、レートが下がるほど控除率は高くなる。1000点20円以下の低レートでは、控除率が100%を超える（ゲームの勝者でも収支がマイナスになるほど）ことすらある。